# Кириченко, Ирина Николаевна
Ири́на Никола́евна Кириче́нко (29 января 1931, Киев, УССР — 11 февраля 2011, Москва, Россия) — советская и российская актриса театра и кино.

## Биография
Ирина Кириченко родилась 29 января 1931 года в Киеве. В 1954 году окончила в Москве Школу-студию МХАТ (мастерская С. К. Блинникова и Г. А. Герасимова). В том же 1954 году вышла замуж за Льва Дурова, с которым училась на одном курсе. В начале театральной карьеры играла в театре «Современник» и в театре имени Ленинского комсомола. С 1967 года служила в театре на Малой Бронной.
Скончалась в Москве на 81-м году жизни 11 февраля 2011 года после продолжительной болезни. Похоронена в Москве на Бабушкинском кладбище (участок № 14).

## Семья
Супруг — Лев Константинович Дуров (1931—2015), советский и российский актёр театра и кино, народный артист СССР. Похоронен в Москве на Новодевичьем кладбище (уч. 5, р. 32).
- Дочь — Екатерина Львовна Дурова (1959—2019), советская и российская актриса театра и кино, заслуженная артистка России. Похоронена в Москве на Новодевичьем кладбище рядом с отцом  (уч. 5, р. 32).
  - Внучка — Екатерина Сергеевна Насибова (род. 1979)
    - Правнуки — Варвара (род. 2015) и Тимофей (род. 2018)

  - Внук — Иван Владимирович Ершов (род. 1986)
    - Правнук — Георгий Иванович Ершов (род. 2013)

## Творчество

### Театр на Малой Бронной
- Ф. Дюрренматт — «Метеор» (госпожа Номзен);
- Л. Малюгина — «Дорога в Нью-Йорк» (миссис Дайк);
- «На балу удачи» (мадам Жиго);
- «Трибунал» (Надежда);
- «Занавески» (Полина);
- «Брат Алёша» по Ф. М. Достоевскому (Хохлакова);
- Н. В. Гоголь — «Женитьба» (Сваха);
- У. Шекспир — «Ромео и Джульетта» (Кормилица).
- 2003 — «Дети?!», по пьесе С. Найдёнова «Дети Ванюшина», реж. Лев Дуров — Кукарникова

## Фильмография
| Год  |     | Название                                          | Роль                           |
| ---- | --- | ------------------------------------------------- | ------------------------------ |
| 1971 | тф  | Следствие ведут ЗнаТоКи. С поличным               | официантка Лида                |
| 1972 | тф  | Будденброки                                       | жена лоцмана                   |
| 1973 | тф  | В номерах                                         | Нашатырина                     |
| 1973 | тф  | Всего несколько слов в честь господина де Мольера | Мадлен Бежар, актриса          |
| 1974 | ф   | Сузи, милая Сузи / Suse, liebe Suse (ГДР)         | жена Семёна                    |
| 1975 | тф  | Странные взрослые                                 | Анна Рябикова, жена Петра      |
| 1975 | тф  | Светлые ожидания                                  | Душечка                        |
| 1975 | тф  | Страницы журнала Печорина                         | Княгиня Лиговская              |
| 1975 | тф  | Шагреневая кожа                                   | Имя персонажа не указано       |
| 1977 | тф  | Вечер воспоминаний                                | Лида                           |
| 1978 | тф  | Вечер воспоминаний                                | Павла Дмитриевна               |
| 1978 | тф  | Кузен Понс                                        | Амели                          |
| 1979 | кор | Старик                                            | старшая пионервожатая          |
| 1983 | тф  | Гори, гори ясно…                                  | Ирина Николаевна, член фабкома |
| 2005 | мтф | Бриллианты для Джульетты                          | Имя персонажа не указано       |